# Палма (Минас-Жерайс)
Палма (порт. Palma) — муниципалитет в Бразилии, входит в штат Минас-Жерайс. Составная часть мезорегиона Зона-да-Мата. Входит в экономико-статистический микрорегион Катагуазис. Население составляет 6197 человек на 2006 год. Занимает площадь 317,983 км². Плотность населения — 19,5 чел./км².

## История
Город основан 24 мая 1892 года. 

## Статистика
- Валовой внутренний продукт на 2003 год составляет 22 979 855,00 реалов (данные: Бразильский институт географии и статистики).
- Валовой внутренний продукт на душу населения на 2003 год составляет 3610,91 реалов (данные: Бразильский институт географии и статистики).
- Индекс развития человеческого потенциала на 2000 год составляет 0,744 (данные: Программа развития ООН).

## География
Климат местности: тропический.